# Pedro Sarmiento (cardinal)
Pedro Gómez Sarmiento y de Ulloa (né à Ribadeo, Espagne, vers 1478, et mort à Lucques le 13 octobre 1541) est un cardinal espagnol du XVIe siècle.

## Repères biographiques
Sarmiento étudie à l'université de Salamanque et à l'université de Valladolid. Il est probablement chanoine à Saint-Jacques-de-Compostelle et à Tuy et est le dernier abbé de l'abbaye de Santa Marta, dans le diocèse d'Astorga. Il est aumônier du roi Charles Ier d'Espagne. En 1523 il est nommé évêque de Tuy, transféré à Badajoz en 1524 et à Palencia en 1525. En 1534 il est promu archevêque de Saint-Jacques-de-Compostelle.
Mgr Sarmiento est créé cardinal par le pape Paul III lors du consistoire du 18 octobre 1538. Le cardinal Sarmiento est nommé administrateur apostolique d'Anagni en 1541.